# Ungarn
Ungarn [ˈåŋˌgα'n] (ungarsk: Magyarország, [ˈmɒɟɒrorsaːɡ] ( hør); officielt: Republikken Ungarn) er en centraleuropæisk indlandsstat. Den er beliggende på den Pannoniske Slette og grænser til Slovakiet mod nord, Ukraine og Rumænien mod øst, Serbien og Kroatien mod syd, Slovenien mod sydvest og Østrig mod vest. Landets hovedstad og største by er Budapest. Ungarn er medlem af den Europæiske Union (EU), NATO, OECD, Visegrád-gruppen og Schengen-samarbejdet. Det officielle sprog er ungarsk, der er det mest udbredte ikke-indoeuropæiske sprog i Europa.9,6 millioner indbyggere (2023). For befolkningspyramider til 2100, se under Ukraine#Eksterne henvisninger.

## Historie
I 800-tallet indvandrede magyarske stammer til vest fra det nuværende Rusland. Nogle af disse slog sig ned mellem Donau og Tisza. Stammerne blev forenet i et rige af Stefan I, år 1001. Rigets storhedstid var i 1300- og 1400-tallet, og mange tyskere slog sig også ned her. I 1500-tallet blev størstedelen af Ungarn efter slaget ved Mohács erobret af det Osmanniske Rige. Samtidig arvede huset Habsburg den ungarske kongekrone, og Ungarn kom derfor i union med Østrig. I 1600-tallet blev tyrkerne drevet tilbage, og landet blev generobret. I 1867 blev fællesskabet mellem kejserriget Østrig og kongedømmet Ungarn formaliseret, og det såkaldte kejserlige og kongelige monarki, eller dobbeltmonarkiet Østrig-Ungarn opstod.

### 1. verdenskrig
Drabet på den østrigsk-ungarske tronfølger Franz Ferdinand i Sarajevo i 1914 førte til udbruddet på første verdenskrig, som landet tabte, hvilket førte til, at det gik i opløsning, og Ungarn blev adskilt fra Østrig. Efter krigen forsøgte kommunisten Béla Kun at gribe magten, men blev styrtet af kontrarevolutionære styrker ledet af Miklós Horthy med hjælp fra rumænske antikommunister. Ungarns parlament proklamerede landet som monarki, men den eksilerede ungarske konge (og østrigske kejser) fik dog aldrig tronen tilbage trods flere forsøg, da sejrherrerne fra første verdenskrig lagde stærkt pres på Ungarn for at forhindre det. I stedet blev Horthy udnævnt til rigsforstander på ubestemt tid. Ungarn mistede to tredjedele af sit territorium efter 1. verdenskrig; noget som fremdeles præger landets politiske liv. Nationalistiske kræfter kræver de tabte territorier tilbage.

### Mellemkrigstiden
Tvangsarbejde blev allerede indført i Ungarn i 1939. Tvangsarbejdet omfattede primært den jødiske befolkning, men mange mennesker, der tilhørte mindretal, venstreorienterede og romaer blev også udskrevet.

### 2. verdenskrig
Ungarn deltog i 2. verdenskrig på aksemagternes side og erklærede krig mod Sovjetunionen 27. juni 1941. I slutningen af 1941 oplevede de ungarske tropper succes på Østfronten i slaget ved Uman. I 1943 led den ungarske anden armé store tab ved slaget om Stalingrad. 35. til 40.000 tvangsarbejdere, for det meste jøder eller af jødisk oprindelse, gjorde tjeneste i den ungarske anden hær, som kæmpede i USSR. 80 procent af dem – det vil sige fra 28. til 32.000 mennesker kom aldrig tilbage, og de døde enten på slagmarken eller i fangenskab.
Efter nederlaget ved Stalingrad forsøgte den ungarske regering at forhandle våbenhvile med de allierede. I 1944, som følge af dobbeltspillet, besatte tyske tropper Ungarn i, hvad der blev kendt som Operation Margarethe, og en marionetregering under den pro-tyske premierminister Ferenc Szálasi fra Pilekorspartiet blev indsat.
Mellem 15. maj og 9. juli 1944 deporterede medlemmer af Pilekorspartiet og det ungarske politi 437.402 jøder blandt andet til Auschwitz. Den svenske diplomat Raoul Wallenberg lykkedes at redde en lang række af ungarske jøder ved at give dem svensk pas. Han blev senere arresteret af de sovjetiske styrker som spion og forsvandt. [51] Andre diplomater organiserede falske papirer og sikre huse til jøder i Budapest, og hundredvis ungarere blev henrettet af Pilekorspartiet for at huse jøder.
Ca. halvdelen af de seks tusind jødiske tvangsarbejdere, der arbejdede i kobberminen i Bor i Serbien, blev henrettet under den tyske tilbagetrækning fra Jugoslavien.
I slutningen af 1944 oplevede de ungarske tropper atter succes på Østfronten i slaget ved Debrecen, men det blev umiddelbart efterfulgt af den sovjetiske invasion af Ungarn og slaget om Budapest (7. november 1944 – 13. februar 1945).
Efter krigen indsatte Sovjet et marionetregime (Folkerepublikken Ungarn), som styrede landet diktatorisk frem til Berlinmurens fald i 1989.[kilde mangler] Et oprør, som brød ud i 1956, blev slået ned af sovjetiske tropper.

### Siden 1989
Efter Murens fald havde Ungarn sit første frie valg, som blev afholdt i 1990. Det betød at Józeph Antall blev regeringsleder. Han var leder af det konservative Ungarns Demokratiske Forum. Ved valget i 1998 vandt partiet Fidesz, og lederen Viktor Orbán blev premierminister. Beslutningen om Ungarns indmeldelse i Nato blev truffet allerede i 1997, Ungarn blev dog først officielt medlem af Nato i 1999. I maj 2004 blev Ungarn sammen med ni andre østeuropæiske lande optaget som medlem af EU.
Den økonomiske udvikling efter overgangen til kapitalisme nåede ikke de ønskede resultater. Der skete en skæv indkomstfordeling, der var et resultat af en voldsom inflation og en meget høj arbejdsløshed. Ungarn blev i 2005 hårdt ramt af Finanskrisen, og EU, IMF og Verdensbanken måtte hjælpe til med en hjælpepakke på 25 milliarder dollars.
Det konservative parti Fidesz vandt valget i 1998 og lederen Viktor Orban blev premierminister. Han dannede en midlertidigt samarbejde med MDF og FKGP. Efterfølgende var Victor Orban drivkraft for medlemskabet af NATO i 1999. I 2002 tabte partiet valget til den socialdemokratiske-liberale parti, hvilket medførte at den nye regering stod overfor nye udfordringer, som Fidesz havde efterladt. I 2010 vandt Fidesz igen, hvor Victor Orban blev premierminister, siden er der kommet mere fokus på en nationalistisk kurs, hvilket har fået stor kritik i EU. Regeringen er blevet kritiseret af bl.a. EU, USA og Amnesty International, for deres ændringer af valgloven i 2011, samt deres tilføjelser til grundloven i 2012. Ændringerne der bl.a. begrænser forfatningsdomstolens beføjelser til at intervenere mod regeringens lovforslag samt svækker mediers frihed. Ændringerne i valgloven har, ifølge kritikere, øget Fidesz magtposition.
Det stærkt nationalistiske parti Jobbik blev grundlagt i 2002 af en gruppe protestantiske og katolske studenter, men blev først anerkendt som politisk parti i 2003. Jobbik er repræsenteret i det europæiske parlament med 3 mandater, ved valget i 2009, stemmeantallet udgjorde samlet 14,77% af stemmerne. Partiet beskriver sig selv som: ”et principielt, konservativt og radikalt patriotisk kristent parti. Hvis fundamentale formål var beskyttelse af de ungarske værdier og interesser.” Partiet er blevet kritiseret for at være fascistisk, ultranationalistisk og racistisk.

## Geografi
Store dele af Ungarn består af slettelandskab, på ungarsk puszta. I forhistorisk tid var det ungarske slettelandskab under vand. Da vandet trak sig tilbage, var der efterladt store aflejringer. Sammen med løssjord, som senere er blæst til, udgør dette et meget frugtbart område for landbrugsproduktion.
To tredjedele af Ungarn er opdyrket mark. Først og fremmest dyrkes hvede og majs, men der findes også stor produktion af frugt, sukkerroer og hamp. Ungarn har også en omfattende vinproduktion, blandt andet i de ungarske vinområder Tokaji og Eger.
Budapest er den største by i landet med over to millioner indbyggere. Den gamle bydel Buda ligger på Donaus vestlige bred og den mere moderne bydel Pest på den østlige bred. Byen var besat af tyrkerne 1541-1686. Byen blev påført store skader under anden verdenskrig og ved oprøret i 1956.
Ungarns største sø er Balatonsøen.

### Klima
Ungarn har et kontinentalt klima med kolde, fugtige vintre og varme somre. Den gennemsnitlige temperatur på årsbasis er 9.7 °C. Temperaturen svinger mellem ca. 38 °C om sommeren og −29 °C om vinteren. Temperaturen om sommeren er tit mellem 27 og 32 °C og om vinteren 0 til −15 °C. Den gennemsnitlige årsnedbør, som mest falder i sommermånederne, er ca. 600 millimeter.
Den topografiske afgrænsning af det karpatiske område gør, at Ungarn er udsat for tørke, og effekterne fra drivhuseffekten mærkes allerede. Den almene opfattelse, som deles af mange forskere, er, at landet igennem de seneste årtier er blevet stadig tørrere, og tørkeperioder er blevet forholdsvis almindelige, somrene er blevet varmere og vintrene mildere. Af denne grund er snerige vintre blevet mere sjældne end før. Den almene opfattelse er også, at Ungarns vejrmønster er i færd med at gå over fra fire til kun to sæsoner, eftersom forårs- og efterårsperioderne bliver kortere og kortere og er enkelte år helt fraværende. Denne tendens blev uventet reverseret i 2006, da landets to største floder, Donau og Tisza, gik over deres bredder samtidig. Dette førte til, at flere hundrede hjem blev ødelagt til trods for intenst arbejde med at forstærke digerne langs med størsteparten af floderne med sandsække (ved hjælp af universitetsstuderende og det ungarske hjemmeværn ("Honvédség")).
Det meste af Ungarn er dækket af jordbrugsarealer, men der findes stadig nogle rester af dets oprindelige skove, hovedsageligt i fjeldregionerne og i nationalparkerne.
- Kvæg på pusztaen
- Puszta
- Kékes
- Balatonsøen
- Diosgyör slot
- Hollókő
- Esztergom
- Hévíz

### Ungarns regioner
Ungarn er delt op i syv regioner (megyék), som er underinddelt i 20 administrative enheder, herunder 19 provinser og derudover Budapest kommune, som anses som sin egen region (ikke officielt), hvilket ville bringe antallet af regioner op på otte ved en deling af provinsen Pest.
| Region             | Hovedstad      | Areal (km²) | Indbyggertal | Indbyggere (per km²) | Provinser                                                   |
| ------------------ | -------------- | ----------- | ------------ | -------------------- | ----------------------------------------------------------- |
| Észak-Magyarország | Miskolc        | 13 428      | 1 289 000    | 96                   | Borsod-Abaúj-Zemplén, Heves og Nógrád                       |
| Észak-Alföld       | Debrecen       | 17 749      | 1 554 000    | 88                   | Hajdú-Bihar, Jász-Nagykun-Szolnok og Szabolcs-Szatmár-Bereg |
| Dél-Alföld         | Szeged         | 18 339      | 1 367 000    | 75                   | Bács-Kiskun, Békés og Csongrád                              |
| Közép-Magyarország | Budapest       | 6919        | 2 825 000    | 408                  | Pest                                                        |
| Közép-Dunántúl     | Székesfehérvár | 11 237      | 1 114 000    | 99                   | Komárom-Esztergom, Fejér og Veszprém                        |
| Nyugat-Dunántúl    | Győr           | 11 209      | 1 004 000    | 90                   | Győr-Moson-Sopron, Vas og Zala                              |
| Dél-Dunántúl       | Pécs           | 14 169      | 989 000      | 70                   | Baranya, Somogy og Tolna                                    |

## Kultur
Ungarn har siden tidlig middelalder været den vestlige civilisations østlige udpost i Europa. Sammen med stigende autonomi i det østrigske kejserdømme blomstrede en moderne højkultur op, og i dag står Budapests caféer og kulturinstitutioner ikke tilbage for, hvad man kan finde i Wien.
Kendt maler og grafiker fra Ungarn er Ilka Gedő.
Mellem floderne Donau og Tisza findes en stor rigdom i folkedragter, folkesangere og folkedansere. Sporene af balkanisme kan iagttages i blandingen af serbisk, svabisk, slovakisk, rumænsk og romersk folkekultur i dets møde med den ungarske kultur.
Den ungarske kulturindflydelse er også mærkbart tilstede i nærliggende provinser i nabolandene som Vojvodina, Transsylvanien, sydlige dele af Slovakiet og Østrig, hvor man mange steder også finder store ungarske minoritetsgrupper.
Ungarn dyrker meget paprika, hvilket genspejles i det kulinariske med retter som Gulyás, pörkölt og lecsó samt krydret Pirosarany.
Magyar Posta er Ungarns nationale postvæsen.